# A5-ös autópálya (Szerbia)
Az A5 (szerbül Аутопут A5 / Autoput A5) egy tervezett autópálya Szerbia középső részén, amely összeköti Közép-Szerbia nyugati és keleti részeit. Az út teljes egészében a Nyugat-Morava mentén halad.